# Nie było miejsca dla Ciebie
Nie było miejsca dla Ciebie – kolęda polska napisana przez ks. Mateusza Jeża w 1932 roku w Krakowie. Muzykę do pieśni skomponował w 1938 ojciec Józef Łaś.

## Historia
Pierwsze wykonanie kolędy miało miejsce 2 lutego 1939 roku w sali Domu Sodalicyjnego im. Piotra Skargi w Nowym Sączu. Pieśń została zaśpiewana przez chór gimnazjalny z Mielca, dzięki czemu kolęda rozpowszechniła się w regionie Nowosądeckim, stąd inna nazwa utworu to „kolęda sądecka”. W czasach okupacji niemieckiej kolęda była wykonywana w obozach hitlerowskich, co przyczyniło się do jej popularności wśród więźniów. W formie papierowej kolęda po raz pierwszy ukazała się w zbiorze „Największa kantyczka z nutami na 2-3 głosy”, opracowanym przez Józefa Albina Gwoździowskiego.